# 马林斯基剧院芭蕾舞团

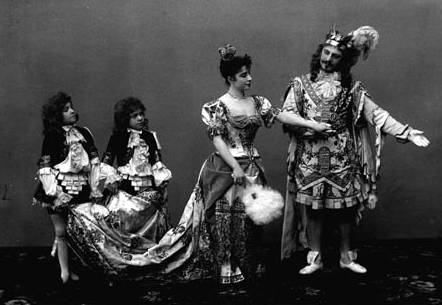
马林斯基剧院芭蕾舞团

马林斯基剧院芭蕾舞团（俄語： Балет Мариинского театра）是俄罗斯马林斯基剧院的常驻古典芭蕾芭蕾舞团，該芭蕾舞團由马林斯基剧院直接經營。马林斯基剧院芭蕾舞团成立于1860年，最初名为俄罗斯帝国芭蕾舞团。
1917年俄国革命后，蘇維埃政府认为芭蕾舞团是沙皇政权的象征，因此一度将其解散，但是後來又恢復了。
1934年谢尔盖·基洛夫遇刺后，1935年，芭蕾舞团更名基洛夫芭蕾舞团 。蘇聯解體後的1992年，芭蕾舞團更名為马林斯基芭蕾舞团，但由於該芭蕾舞團由马林斯基剧院管轄，所以又被稱為马林斯基剧院芭蕾舞团。